# Théâtre d'agitprop
Le théâtre d'agitprop est un théâtre populaire, en ce sens qu'il s'adresse aux prolétaires, mais également politique : un instrument d'agitation et de propagande.

## Agitation et propagande
Lénine en 1902 avait établi une différence entre ces deux termes : « Le propagandiste inculque beaucoup d'idées à une seule personne ou à un petit nombre de personnes ; l'agitateur n'inculque qu'une seule idée ou qu'un petit nombre d'idées ; en revanche il les inculque à toute une masse de personnes ». Pour Lénine, la prise de conscience par la classe prolétarienne de sa situation d'exploitée ne pouvait s'opérer que par la propagande. Celle-ci devait s'effectuer dans tous les domaines, y compris la culture. 

## Aux origines: le théâtre pour le peuple
Déjà en 1758, Jean-Jacques Rousseau louait les « spectacles des Grecs [qui] n'avaient rien avec la mesquinerie de ceux d'aujourd'hui » et qui « n'étaient point élevés par l'intérêt et par l'avarice ». Il exprimait son désir de voir à nouveau de « graves et superbes spectacles, donnés sous le ciel, à la face de la nation ».
Cette idée balbutiante d'un théâtre populaire, non élitiste, fut reprise à la fin du siècle dernier par Maurice Pottecher qui fonda à Bussang son théâtre du peuple le 22 septembre 1892, pour le centième anniversaire de la fondation de la République. 
Sous un titre similaire, Romain Rolland, proche des socialistes, lui dédie un ouvrage dans lequel il défend l'idée d'un « Théâtre par et pour le peuple ». Toutes ces initiatives montrent que les rapports entre le théâtre et le peuple étaient la préoccupation principale des tenants de la démocratie sociale depuis le XVIIIe siècle.

## Le théâtre d'agitpropnaît durant laRévolution russe
Mais une véritable rupture se produisit en Russie, en 1917. Un théâtre appelant à la lutte de classes, né de la révolution d'Octobre, créé par la tempête de la volonté révolutionnaire apparue . Le théâtre d'agitprop naît donc durant la révolution russe. Apparaissait ainsi en Europe un genre théâtral nouveau « fortement influencé par ce qui se faisait là-bas » en Russie « et en particulier par ce style d'agit-prop », « c'est-à-dire destiné à servir l'agitation et la propagande révolutionnaire ».

## Guerre civile russe
Au début de la Guerre, des cinés train vont parcourir la campagne pour diffuser des agitki, de courts films de propagandes servant à éduquer la population parfois analphabètes,.

## Une influence mondiale
Le théâtre révolutionnaire russe aurait inspiré la jeunesse ouvrière de 26 pays.
Erwin Piscator, membre du Parti communiste, metteur en scène et producteur de théâtre allemand de la première moitié du XXe siècle, a mis en place un théâtre d'agitprop dans son pays. « Je commençai aussi à voir clairement la mesure dans laquelle l'art n'est qu'un moyen en vue d'une fin. Un moyen politique. Un instrument de propagande ».
En France, le théâtre d'agitprop était pris en charge par la Fédération du théâtre ouvrier de France (FTOF) dont faisait partie le groupe Octobre. Suzanne Montel, secrétaire d'Octobre et Jean-Paul Dreyfus y représentaient le groupe dès ses débuts.